# Sweetener World Tour
Tournées par Ariana Grande
The Sweetener Sessions
(2018)
Sweetener World Tour est la troisième tournée internationale de concerts de la chanteuse américaine Ariana Grande. Cette tournée a été lancée à l'appui de ses quatrième et cinquième albums studio, Sweetener en 2018 et Thank U, Next en 2019. Composée de 101 concerts, la tournée a visité l'Europe et l'Amérique du Nord. La tournée a été officiellement annoncée le 25 octobre 2018 et était dirigée par Live Nation Entertainment. Elle a débuté le 18 mars 2019 à Albany, aux États-Unis, traversera tout le pays ainsi que le Canada,,. Elle continue cette série de concerts en Europe où elle fait deux dates en France, le 27 août et le 28 août à l’AccorHotels Arena à Paris. La tournée s’achève le 22 décembre 2019 au Forum de Los Angeles,.
Conçue sur la base de l'idée d'une sphère, la tournée était destinée à se sentir abstraite et « ethereal » (« éthérée »). Ariana Grande a recruté Leroy Bennett en tant que directeur créatif et concepteur de production et Jason Baeri en tant que directeur de l'éclairage. La tournée comprenait des costumes de Versace et de Michael Ngo, et une scène avec une piste circulaire en boucle autour d'une fosse. La conception de la mise en scène était centrée sur un hémisphère gonflable pour les projections visuelles et un grand orbe abaissé pendant certaines parties du spectacle.
La tournée a atteint un succès critique et commercial. Elle a reçu des avis positifs par le biais de critiques, qui ont complimenté à la fois la scénographie et la voix d'Ariana Grande. Le Sweetener World Tour a été suivie par un public d'environ 1,3 million de personnes et a rapporté 146,6 millions de dollars avec 101 spectacles, dépassant sa précédente tournée de concerts, le Dangerous Woman Tour, et est sa tournée la plus rentable à ce jour. Afin d'enregistrer de nouveaux électeurs avant l'élection présidentielle américaine de 2020, Ariana Grande s'est également associée au groupe sans but lucratif d'inscription des électeurs HeadCount pour la tournée, battant son record absolu d'inscription d'électeurs avec 33 381 inscriptions et actions.
Plusieurs concerts à travers la tournée ont été enregistrés pour l'album live, K Bye for Now (SWT Live). Il est sorti le 23 décembre 2019, après le dernier show de la tournée à Inglewood, en Californie. Un film documentaire, intitulé Excuse Me, I Love You et suivant la tournée, est sorti en fin d'année 2020 sur le service Netflix.

## Contexte
Le 6 mai 2018, Ariana Grande a finalement fait allusion à une tournée via son compte Twitter officiel, peu de temps après avoir annoncé le titre de son prochain album dans The Tonight Show Starring Jimmy Fallon,. Trois mois plus tard, elle a annoncé qu'elle envisageait de faire une tournée, affirmant, elle et son équipe que « we’re workin on it all now » (« nous travaillons sur tout cela maintenant »). Ariana Grande a entamé une tournée de concerts promotionnels pour l'album Sweetener, The Sweetener Sessions, qui a débuté le 20 août à New York aux États-Unis et s'est terminée le 4 septembre à Londres en Angleterre,. Des laissez-passer ont été mis à disposition sur son site Web officiel peu de temps après. Le 24 octobre, Ariana Grande a annoncé le titre de la tournée Sweetener World Tour mais également ses dates nord-américaines un jour plus tard.
La première étape de la tournée s'est composée de 40 villes à travers l'Amérique du Nord, commençant le 18 mars 2019 à Albany et se terminant le 4 août à Lollapalooza. La prévente des billets pour la première étape de la tournée a eu lieu entre le 1er novembre et le 3 novembre 2018. Le 5 novembre, des billetteries ont été ouvertes au grand public et Ariana Grande a annoncé que Normani et Social House seraient présent pour les premières parties. Le 10 décembre, en raison de la demande populaire, des seconds concerts ont été ajoutés à Chicago, Los Angeles, Miami, Brooklyn, New York, Washington, D.C., Boston, Philadelphie et Toronto. Le 14 janvier 2019, les concerts de Chicago, Indianapolis, Columbus, Milwaukee, Saint-Louis, Saint Paul, Denver et Salt Lake City ont été reprogrammés et les concerts d'Omaha et de Raleigh ont été annulés en raison du fait qu'Ariana Grande était en tête d'affiche du Coachella Festival le 14 avril et le 21 avril, et un nouveau spectacle a été ajouté à Las Vegas,. Le 28 mai, les concerts de Tampa et d'Orlando ont été reportés en raison d'une maladie.
Le 14 décembre 2018, Ariana Grande a annoncé les dates européennes de la tournée. Un concert spécial est d’ailleurs prévu à Manchester, dû à l'attaque terroriste de sa dernière tournée. La deuxième étape de la tournée est composée de 19 villes à travers l'Europe, commençant le 17 août 2019 à Londres et se terminant le 16 octobre à Londres aussi. La prévente des billets pour la deuxième étape de la tournée a eu lieu entre le 19 décembre et le 21 décembre 2018, pour le Royaume-Uni, et entre le 18 décembre et le 20 décembre, pour toutes les autres dates. Le 20 décembre, des billetteries ont été ouvertes au grand public à l'exception du Royaume-Uni, et en raison de la demande populaire, des concerts supplémentaires ont été ajoutés à Amsterdam, Paris et Dublin. Le 21 décembre, des billetteries ont été ouvertes au grand public au Royaume-Uni, et en raison de la demande populaire, des concerts supplémentaires ont été ajoutés à Londres et à Birmingham. Le 25 février 2019, en raison de la demande populaire, des concerts supplémentaires ont été ajoutées à Hambourg et à Dublin. Le 5 mars, Ariana Grande a annoncé qu'Ella Mai serait présente pour les premières parties de l'étape européenne de la tournée. Le 11 juin, en raison de la demande populaire, des concerts supplémentaires ont été ajoutées à Londres. Le 9 août, le premier concert à Hambourg et le concert à Prague ont été reprogrammés, et le concert à Cracovie a été annulé.
Le 20 juin, Ariana Grande a annoncé une autre étape nord-américaine de la tournée, qui se compose de 19 villes à travers les États-Unis, y compris les concerts de Tampa et Orlando reprogrammés, commençant le 9 novembre à Uniondale et se terminant le 22 décembre à Inglewood. La pré-vente des billets pour la troisième étape de la tournée a eu lieu entre le 26 juin et le 30 juin. Le 1er juillet, les billetteries ont été ouvertes au grand public. Le 11 juillet, en raison de la demande populaire, des concerts supplémentaires ont été ajoutées à San Francisco et à Inglewood.
Ariana Grande a annoncé qu'elle s'associerait avec le groupe à but non lucratif, d'inscription des électeurs HeadCount, pour enregistrer de nouveaux électeurs avant les élections présidentielles de 2020 en mars via Instagram, en disant aux fans, « use your voice and get your "Thank U, Next Gen" sticker. » (« utilisez votre voix et obtenez votre autocollant Thank U, Next Gen. »). En juillet, il a été signalé que HeadCount avait enregistré deux fois plus d'électeurs pendant le Sweetener World Tour que toute autre tournée au cours des trois dernières années, devenant ainsi la tournée d'artiste solo la plus réussie pour l'inscription des électeurs que HeadCount ait vue depuis 2008. En décembre, il a été annoncé que la tournée avait battu le record de tous les temps, avec 33 381 inscriptions et actions des électeurs.

## Décor
Le décor du Sweetener World Tour a été conçu avec l'idée d'une sphère combinée à une esthétique « abstract » (« abstraite ») et « ethereal » (« éthérée »). La scène comprend une piste circulaire qui fait une boucle autour de la fosse où sont présents les fans et se connecte à la scène de l'autre côté, un écran de projection avec une demi-sphère sur l'écran derrière la scène et un grand orbe surnommé « the moon » (« la lune ») par les fans et Ariana Grande elle-même. Cette lune s'abaisse au moment où Ariana Grande chante sur une petite scène au milieu de la fosse. La demi-lune de l'écran de projection et la lune centrale sont toutes les deux gonflables. Il faut six à huit heures pour tout configurer. Cependant, pour le décor d'Ariana Grande à Coachella, son équipe avait seulement 45 minutes pour tout assembler. Le directeur créatif d'Ariana Grande, Leroy Bennett, a déclaré que l'ensemble du spectacle est censé ressembler à une pièce au lieu d'un spectacle pop, « Usually you are trying to appropriately match the energy of a song with action and accent to tell a story along with the music and lyrics, the language of this show was different in that we were striving to create static tableaus and grand gestures as an environment for her to play in front of, much like a unit set in a play. » (« Habituellement, vous essayez de faire correspondre l'énergie d'une chanson avec l'action et l'accent pour raconter une histoire avec la musique et les paroles, le langage de ce spectacle était différent puisque nous nous efforcions de créer des tableaux statiques et de grands gestes comme un environnement pour qu'elle joue devant, un peu comme une unité dans une pièce. »).

## Accueil critique
La tournée a reçu pas mal d'avis positives de la part de la presse. Brittany Spanos du Rolling Stone a donné une note positive à la soirée d'ouverture à Albany, affirmant que « Grande's new world tour is full of emotional drama, iconic looks, and undeniable hits. » (« La nouvelle tournée mondiale de Grande regorge de drames émotionnels, de looks emblématiques et de succès indéniables. »). Spanos a également commenté les looks d'Ariana Grande, déclarant que « fewer and fewer young stars today have the kind of distinctive aesthetic that can be reproduced en masse by fans, but Grande has dedicated years to perfecting how she has presented herself. In 2019, it seems the world has finally caught up to her. Or, as her frequent collaborator and friend Nicki Minaj predicted on "Side to Side" three years ago: « Ariana run pop. » » (« de moins en moins de jeunes stars ont aujourd'hui le genre d'esthétique distinctif qui peut être reproduit en masse par les fans, mais Grande a consacré des années à perfectionner la façon dont elle s'est présentée. En 2019, il semble que le monde l'ait enfin rattrapée. Ou, comme sa fidèle collaboratrice et amie Nicki Minaj l'avait prédit dans Side to Side il y a trois ans : « Ariana run pop. » »). Chris Richards du Washington Post a donné un avis positif au concert d'Ariana Grande à Washington, D.C, déclarant qu'« Ariana Grande reached the height of her fame by making heavy feel light » (« Ariana Grande a atteint le sommet de sa gloire en donnant une sensation de lourdeur légère »). Il a fait l'éloge de sa voix en déclarant que « Grande's voice is equal parts breathy and acrobatic, and she knows how to hit a big note like she's whispering it » (« la voix de Grande est à parts égales haletante et acrobatique, et elle sait comment envoyer une grosse note comme si elle la chuchotait »). Chris Willman de Variety a fait l'éloge de deux concerts d'Ariana Grande au Staples Center de Los Angeles, qualifiant le spectacle de « giddy, splendorous, beautifully designed, expertly performed and almost a little bit avant-garde in its staging » (« vertigineux, splendide, magnifiquement conçu, savamment exécuté et presque un peu avant-gardiste dans sa mise en scène »). Il a également déclaré que c'était « much more than at Coachella, her visually experimental Staples stop was revealed as a thing of inventive beauty, not to mention expertly sung fun. » (« bien plus qu'à Coachella, son arrêt visuellement expérimental à Staples a été révélé comme une chose d'une beauté inventive, sans parler du plaisir savamment chanté. »).
La deuxième étape de la tournée en Europe a également reçu des critiques positives. Adam White du Daily Telegraph a attribué au spectacle cinq étoiles sur cinq, déclarant que le spectacle était « a night of magic and melancholy from the most exciting young star in pop » (« une nuit de magie et de mélancolie de la jeune star la plus excitante de la pop »). Cydney Yeates de Metro a donné au spectacle, quatre étoiles sur cinq, déclarant qu'« there's nothing more to say now besides God*is*a woman and her name is Ariana Grande. » (« il n'y a plus rien à dire maintenant à part Dieu*est*une femme et son nom est Ariana Grande. »). Hannah Mylrea du NME a noté que « the production was fairly understated, putting the full focus on her impressive vocals, but there were moments of impressive choreography » (« la production était assez discrète, mettant l'accent sur ses vocaux impressionnantes, mais il y a eu des moments de chorégraphie impressionnante »).
La performance au Coachella Festival où Ariana Grande était en tête d'affiche a été saluée par les critiques, de nombreuses personnes ont fait l'éloge de sa voix, de ses visuels et de ses apparitions, en particulier l'apparition de NSYNC. Shad Powers du USA Today a déclaré qu'« Grande closed out Weekend One of Coachella in style, putting together a set that included special guests, stunning visuals, and of course her undeniable voice. » (« Ariana Grande a clôturé le week-end un de Coachella avec style, mettant en place un ensemble qui comprenait des invités spéciaux, des visuels époustouflants et bien sûr sa voix indéniable. »). Rhian Daly du NME a appelé son concert comme « a breathtaking moment of light in a dark world » (« un moment de lumière à couper le souffle dans un monde sombre »). Elle a également déclaré qu'après la fin du concert, « the feeling was already mutual long before Grande took to the stage but [...] its foundations are more solid than ever » (« le sentiment était déjà réciproque bien avant que Grande ne monte sur scène mais [...] ses fondations sont plus solides que jamais »). Dans une autre critique positive, Ben Beaumont-Thomas du Guardian a déclaré qu'« with her headline set surveying her entire career, [Grande's] work forms a fascinating, still-unfolding pop Bildungsroman: every sexual epiphany and personal milestone sketched out in real time, resulting in a uniquely involving opus. You can see why she is such an icon to a generation who also tell their own stories in public, via Snapchat and Instagram » (« avec son gros titre qui retrace toute sa carrière, le travail de [Grande] forme un Bildungsroman pop fascinant et toujours en cours : chaque épiphanie sexuelle et chaque étape personnelle esquissée en temps réel, résultant en un opus unique. Vous pouvez voir pourquoi elle est une telle icône pour une génération qui raconte également ses propres histoires en public, via Snapchat et Instagram »). Claire Shaffer de Rolling Stone a déclaré que « Grande gave a star-studded headlining performance » (« Grande a donné une performance en tête d'affiche parsemée d'étoiles »), nommant l'apparition de NSYNC comme l'un des meilleurs moments du Coachella Festival 2019. Suzy Exposito a poursuivi, « Grande became one of the boys that night, claiming Timberlake’s verses from the center stage and whipping her lustrous, anime pony like a boss. » (« Grande est devenue l'un des garçons cette nuit-là, réclamant les vers de Timberlake sur le devant de la scène et fouettant son poney animé brillant comme un chef. »). Lyndsey Havens du Billboard a nommé le concert d'Ariana Grande comme « epic » (« épique ») et a déclaré qu'elle « continues to rewrite the rule book for pop stardom and admittedly fosters a new relationship with herself. » (« continue de réécrire le livre de règles pour la célébrité pop et favorise certes une nouvelle relation avec elle-même. »). Elle a salué la collaboration d'Ariana Grande avec NSYNC, déclarant que « all together with Grande, they delivered well-practiced choreography, sang the track she samples with her filling in for Timberlake and finally ended with "Tearin' Up My Heart". » (« tous ensemble avec Grande, ils ont livré une chorégraphie bien pratiquée, ont chanté la piste qu'elle échantillonne avec son remplaçant pour Timberlake et ont finalement terminé avec Tearin 'Up My Heart. »).

## Performance commerciale
Le Sweetener World Tour a rapporté plus de 146,4 millions de dollars avec environ 1,3 million de billets vendus. Il a dépassé sa précédente tournée, la tournée Dangerous Woman (qui a rapporté 71,1 $) sa meilleure tournée et la plus grosse tournée à ce jour. La tournée a rapporté 106,9 millions de dollars aux États-Unis et au Canada et 39,5 millions de dollars en Europe. Dans l'ensemble, le nombre total de tournées d'Ariana Grande s'étend à 243,5 millions de dollars avec 2,7 millions de billets vendus à partir de 229 spectacles.

## Setlist
La liste suivante représente le dernier concert en date. Elle ne représente pas la setlist de chaque concert de la tournée.
À noter que toutes les musiques sont remixées pour la tournée.
- Acte I

1. Raindrops (An Angel Cried)
2. God Is a Woman
3. Bad Idea
4. Break Up with Your Girlfriend, I’m Bored
  - Acte II

Interlude vidéo - Childhood
5. R.E.M (raccourcie)
Vidéo - introduction de Be Alright
6. Be Alright (raccourcie)
7. Sweetener et Successful (pot-pourri et raccourcies)
8. Side to Side (avec Nicki Minaj, rallongée)
9. 7 Rings (avec introduction)
  - Acte III

Interlude vidéo - Close To You (reprise de Frank Ocean)
10. Breathin
11. Needy
12. Fake Smile
13. Make Up
14. December, True Love, With It This Christmas et Santa Tell Me (pot-pourri et raccourcies)
15. Nasa
16. Honeymoon Avenue
  - Acte IV

Interlude vidéo - In My Head
17. Everytime (raccourcie)
18. The Light Is Coming (avec Nicki Minaj, raccourcie)
19. Into You (raccourcie)
  - Acte V

Interlude vidéo - My Heart Belongs to Daddy (reprise de Marilyn Monroe)
20. Dangerous Woman
21. No Tears Left to Cry
  - Encore

Interlude vidéo - introduction de Thank U, Next
22. Thank U, Next (rallongée)

## Liste des concerts
| Date               | Pays               | Ville               | Lieu                              | Premières parties        | Audience                       | Revenue            |
| Amérique du Nord,  | Amérique du Nord,  | Amérique du Nord,   | Amérique du Nord,                 | Amérique du Nord,        | Amérique du Nord,              | Amérique du Nord,  |
| ------------------ | ------------------ | ------------------- | --------------------------------- | ------------------------ | ------------------------------ | ------------------ |
| 18 mars 2019       | États-Unis         | Albany              | Times Union Center                | Normani et Social House  | 11 432 / 11 432                | 1 268 045 $        |
| 20 mars 2019       | États-Unis         | Boston              | TD Garden                         | Normani et Social House  | 13 125 / 13 125                | 1 670 045 $        |
| 22 mars 2019       | États-Unis         | Buffalo             | KeyBank Center                    | Normani et Social House  | 14 459 / 14 459                | 1 470 630 $        |
| 25 mars 2019       | États-Unis         | Washington          | Capital One Arena                 | Normani et Social House  | 13 598 / 13 598                | 1 832 776 $        |
| 26 mars 2019       | États-Unis         | Philadelphie        | Wells Fargo Center                | Normani et Social House  | 14 787 / 14 787                | 1 799 863 $        |
| 28 mars 2019       | États-Unis         | Cleveland           | Quicken Loans Arena               | Normani et Social House  | 14 763 / 14 763                | 1 554 750 $        |
| 30 mars 2019       | États-Unis         | Uncasville          | Mohegan Sun Arena                 | Normani et Social House  | 7 097 / 7 097                  | 1 112 692 $        |
| 1er avril 2019     | Canada             | Montréal            | Bell Centre                       | Normani et Social House  | 14 620 / 15 643                | 1 440 460 $        |
| 3 avril 2019       | Canada             | Toronto             | Scotiabank Arena                  | Normani et Social House  | 14 663 / 14 663                | 1 565 703 $        |
| 5 avril 2019       | États-Unis         | Détroit             | Little Caesars Arena              | Normani et Social House  | 13 698 / 13 698                | 1 508 715 $        |
| 14 avril 2019      | États-Unis         | Indio               | Empire Polo Club                  | Coachella Festival       | Coachella Festival             | Coachella Festival |
| 21 avril 2019      | États-Unis         | Indio               | Empire Polo Club                  | Coachella Festival       | Coachella Festival             | Coachella Festival |
| 25 avril 2019      | Canada             | Edmonton            | Rogers Place                      | Normani et Social House  | 13 947 / 13 947                | 1 493 948 $        |
| 27 avril 2019      | Canada             | Vancouver           | Rogers Arena                      | Normani et Social House  | 14 363 / 14 363                | 1 617 978 $        |
| 30 avril 2019      | États-Unis         | Portland            | Moda Center                       | Normani et Social House  | 13 692 / 13 692                | 1 469 277 $        |
| 2 mai 2019         | États-Unis         | San José            | SAP Center                        | Normani et Social House  | 13 605 / 13 605                | 1 730 098 $        |
| 3 mai 2019         | États-Unis         | Sacramento          | Golden 1 Center                   | Normani et Social House  | 13 886 / 13 886                | 1 737 905 $        |
| 6 mai 2019         | États-Unis         | Los Angeles         | Staples Center                    | Normani et Social House  | 27 916 / 27 916                | 3 277 659 $        |
| 7 mai 2019         | États-Unis         | Los Angeles         | Staples Center                    | Normani et Social House  | 27 916 / 27 916                | 3 277 659 $        |
| 10 mai 2019        | États-Unis         | Inglewood           | The Forum                         | Normani et Social House  | 14 417 / 14 417                | 2 149 419 $        |
| 11 mai 2019        | États-Unis         | Las Vegas           | T-Mobile Arena                    | Normani et Social House  | 15 194 / 15 194                | 1 555 349 $        |
| 14 mai 2019        | États-Unis         | Phoenix             | Talking Stick Resort Arena        | Normani et Social House  | 13 343 / 13 343                | 1 492 678 $        |
| 17 mai 2019        | États-Unis         | San Antonio         | AT&T Center                       | Normani et Social House  | 14 860 / 14 860                | 1 678 465 $        |
| 19 mai 2019        | États-Unis         | Houston             | Toyota Center                     | Normani et Social House  | 12 483 / 12 483                | 1 602 420 $        |
| 21 mai 2019        | États-Unis         | Dallas              | American Airlines Center          | Normani et Social House  | 14 262 / 14 262                | 1 601 901 $        |
| 23 mai 2019        | États-Unis         | Oklahoma City       | Chesapeake Energy Arena           | Normani et Social House  | 12 668 / 12 668                | 1 347 629 $        |
| 25 mai 2019        | États-Unis         | La Nouvelle-Orléans | Smoothie King Center              | Normani et Social House  | 12 889 / 12 889                | 1 376 994 $        |
| 31 mai 2019        | États-Unis         | Miami               | American Airlines Arena           | Normani et Social House  | 26 704 / 26 704                | 3 146 471 $        |
| 1er juin 2019      | États-Unis         | Miami               | American Airlines Arena           | Normani et Social House  | 26 704 / 26 704                | 3 146 471 $        |
| 4 juin 2019        | États-Unis         | Chicago             | United Center                     | Normani et Social House  | 28 941 / 28 941                | 3 468 667 $        |
| 5 juin 2019        | États-Unis         | Chicago             | United Center                     | Normani et Social House  | 28 941 / 28 941                | 3 468 667 $        |
| 29 juin 2019       | États-Unis         | Nashville           | Bridgestone Arena                 | Normani et Social House  | 13 835 / 13 835                | 1 437 761 $        |
| 8 juin 2019        | États-Unis         | Atlanta             | State Farm Arena                  | Normani et Social House  | 12 317 / 12 317                | 1 220 686 $        |
| 10 juin 2019       | États-Unis         | Charlotte           | Spectrum Center                   | Normani et Social House  | 14 972 / 14 972                | 1 550 790 $        |
| 12 juin 2019       | États-Unis         | Pittsburgh          | PPG Paints Arena                  | Social House             | 14 343 / 14 343                | 1 518 932 $        |
| 14 juin 2019       | États-Unis         | Brooklyn            | Barclays Center                   | Normani et Social House  | 28 972 / 28 972                | 4 378 453 $        |
| 15 juin 2019       | États-Unis         | Brooklyn            | Barclays Center                   | Normani et Social House  | 28 972 / 28 972                | 4 378 453 $        |
| 18 juin 2019       | États-Unis         | New York            | Madison Square Garden             | Normani et Social House  | 28 576 / 28 576                | 5 492 909 $        |
| 19 juin 2019       | États-Unis         | New York            | Madison Square Garden             | Normani et Social House  | 28 576 / 28 576                | 5 492 909 $        |
| 21 juin 2019       | États-Unis         | Washington          | Capital One Arena                 | Normani et Social House  | 13 897 / 13 897                | 1 782 835 $        |
| 22 juin 2019       | États-Unis         | Boston              | TD Garden                         | Normani et Social House  | 13 242 / 13 242                | 1 628 077 $        |
| 24 juin 2019       | États-Unis         | Philadelphie        | Wells Fargo Center                | Normani et Social House  | 14 968 / 14 968                | 1 807 505 $        |
| 26 juin 2019       | Canada             | Toronto             | Scotiabank Arena                  | Normani et Social House  | 15 073 / 15 073                | 1 539 282 $        |
| 29 juin 2019       | États-Unis         | Indianapolis        | Bankers Life Fieldhouse           | Normani et Social House  | 13 773 / 13 773                | 1 346 335 $        |
| 1er juillet 2019   | États-Unis         | Columbus            | Schottenstein Center              | Normani et Social House  | 13 576 / 13 576                | 1 361 839 $        |
| 5 juillet 2019     | États-Unis         | Milwaukee           | Fiserv Forum                      | Normani et Social House  | 12 040 / 12 040                | 1 310 830 $        |
| 6 juillet 2019     | États-Unis         | Saint Louis         | Enterprise Center                 | Normani et Social House  | 14 474 / 14 474                | 1 547 186 $        |
| 8 juillet 2019     | États-Unis         | Saint Paul          | Xcel Energy Center                | Normani et Social House  | 14 789 / 14 789                | 1 751 076 $        |
| 11 juillet 2019    | États-Unis         | Denver              | Pepsi Center                      | Normani et Social House  | 13 258 / 13 258                | 1 446 520 $        |
| 13 juillet 2019    | États-Unis         | Salt Lake City      | Vivint Smart Home Arena           | Normani et Social House  | 12 569 / 12 569                | 1 163 364 $        |
| 4 août 2019        | États-Unis         | Chicago             | Grant Park                        | Lollapalooza             | Lollapalooza                   | Lollapalooza       |
| Europe,            |                    |                     |                                   |                          |                                |                    |
| 17 août 2019       | Royaume-Uni        | Londres             | O2 Arena                          | Ella Mai et Social House | 49 950 / 51 426                | 5 313 530 $        |
| 19 août 2019       | Royaume-Uni        | Londres             | O2 Arena                          | Ella Mai et Social House | 49 950 / 51 426                | 5 313 530 $        |
| 20 août 2019       | Royaume-Uni        | Londres             | O2 Arena                          | Ella Mai et Social House | 49 950 / 51 426                | 5 313 530 $        |
| 23 août 2019       | Pays-Bas           | Amsterdam           | Ziggo Dome                        | Ella Mai et Social House | 32 407 / 32 407                | 2 423 340 $        |
| 24 août 2019       | Pays-Bas           | Amsterdam           | Ziggo Dome                        | Ella Mai et Social House | 32 407 / 32 407                | 2 423 340 $        |
| 25 août 2019       | Royaume-Uni        | Manchester          | Mayfield                          | Manchester Pride         | Manchester Pride               | Manchester Pride   |
| 27 août 2019       | France             | Paris               | AccorHotels Arena                 | Ella Mai et Social House | 31 521 / 32 520                | 2 649 344 $        |
| 28 août 2019       | France             | Paris               | AccorHotels Arena                 | Ella Mai et Social House | 31 521 / 32 520                | 2 649 344 $        |
| 30 août 2019       | Belgique           | Anvers              | Sportpaleis                       | Ella Mai et Social House | 20 720 / 21 826                | 1 366 100 $        |
| 1er septembre 2019 | Allemagne          | Cologne             | Lanxess Arena                     | Ella Mai et Social House | 15 928 / 15 928                | 1 460 540 $        |
| 3 septembre 2019   | Autriche           | Vienne              | Wiener Stadthalle                 | Ella Mai et Social House | 15 090 / 15 090                | 1 597 690 $        |
| 4 septembre 2019   | République tchèque | Prague              | O2 Arena                          | Ella Mai et Social House | 13 624 / 13 624                | 1 258 644 $        |
| 11 septembre 2019  | Pays-Bas           | Amsterdam           | Ziggo Dome                        | Ella Mai et Social House | 15 844 / 15 844                | 1 238 670 $        |
| 14 septembre 2019  | Royaume-Uni        | Birmingham          | Arena Birmingham                  | Ella Mai et Social House | 26 704 / 26 704                | 2 774 610 $        |
| 15 septembre 2019  | Royaume-Uni        | Birmingham          | Arena Birmingham                  | Ella Mai et Social House | 26 704 / 26 704                | 2 774 610 $        |
| 17 septembre 2019  | Écosse             | Glasgow             | SSE Hydro                         | Ella Mai et Social House | 12 994 / 12 994                | 1 342 620 $        |
| 19 septembre 2019  | Royaume-Uni        | Sheffield           | FlyDSA Arena                      | Ella Mai et Social House | 12 241 / 12 241                | 1 173 736 $        |
| 22 septembre 2019  | Irlande            | Dublin              | 3Arena                            | Ella Mai et Social House | 37 905 / 37 905                | 3 688 950 $        |
| 23 septembre 2019  | Irlande            | Dublin              | 3Arena                            | Ella Mai et Social House | 37 905 / 37 905                | 3 688 950 $        |
| 25 septembre 2019  | Irlande            | Dublin              | 3Arena                            | Ella Mai et Social House | 37 905 / 37 905                | 3 688 950 $        |
| 28 septembre 2019  | Allemagne          | Hambourg            | Barclaycard Arena                 | Ella Mai et Social House | 12 614 / 13 377                | 1 142 830 $        |
| 1er octobre 2019   | Danemark           | Copenhague          | Royal Arena                       | Ella Mai et Social House | 15 473 / 15 473                | 1 164 240 $        |
| 3 octobre 2019     | Norvège            | Oslo                | Telenor Arena                     | Ella Mai et Social House | 23 911 / 23 911                | 1 816 140 $        |
| 5 octobre 2019     | Finlande           | Helsinki            | Hartwall Arena                    | Ella Mai et Social House | 11 547 / 11 547                | 1 353 560 $        |
| 7 octobre 2019     | Suède              | Stockholm           | Ericsson Globe                    | Ella Mai et Social House | 13 831 / 13 831                | 1 017 820 $        |
| 9 octobre 2019     | Allemagne          | Hambourg            | Barclaycard Arena                 | Ella Mai et Social House | 11 553 / 11 553                | 1 088 470 $        |
| 10 octobre 2019    | Allemagne          | Berlin              | Mercedes-Benz Arena               | Ella Mai et Social House | 13 531 / 13 531                | 1 216 250 $        |
| 13 octobre 2019    | Suisse             | Zurich              | Hallenstadion                     | Ella Mai et Social House | 13 370 / 13 370                | 1 367 790 $        |
| 15 octobre 2019    | Royaume-Uni        | Londres             | The O2 Arena                      | Ella Mai et Social House | 26 369 / 29 062                | 3 061 320 $        |
| 16 octobre 2019    | Royaume-Uni        | Londres             | The O2 Arena                      | Ella Mai et Social House | 26 369 / 29 062                | 3 061 320 $        |
| Amérique du Nord,  |                    |                     |                                   |                          |                                |                    |
| 9 novembre 2019    | États-Unis         | Uniondale           | Nassau Veterans Memorial Coliseum | Social House             | 11 464 / 11 464                | 1 580 315 $        |
| 12 novembre 2019   | États-Unis         | Brooklyn            | Barclays Center                   | Social House             | 14 151 / 14 151                | 1 982 444 $        |
| 15 novembre 2019   | États-Unis         | Charlottesville     | John Paul Jones Arena             | Social House             | 9 940 / 9 940                  | 1 102 879 $        |
| 19 novembre 2019   | États-Unis         | Atlanta             | State Farm Arena                  | Social House             | 10 599 / 10 599                | 1 121 970 $        |
| 22 novembre 2019   | États-Unis         | Raleigh             | PNC Arena                         | Social House             | 13 041 / 13 041                | 1 385 720 $        |
| 24 novembre 2019   | États-Unis         | Tampa               | Amalie Arena                      | Social House             | 14 067 / 14 067                | 1 430 092 $        |
| 25 novembre 2019   | États-Unis         | Orlando             | Amway Center                      | Social House             | 13 112 / 13 112                | 1 431 037 $        |
| 27 novembre 2019   | États-Unis         | Miami               | American Airlines Arena           | Social House             | 12 100 / 12 100                | 1 411 818 $        |
| 1er décembre 2019  | États-Unis         | Jacksonville        | VyStar Veterans Memorial Arena    | Social House             | 10 560 / 10 560                | 965 794 $          |
| 3 décembre 2019    | États-Unis         | Columbia            | Colonial Life Arena               | Social House             | 11 984 / 11 984                | 1 104 939 $        |
| 5 décembre 2019    | États-Unis         | Nashville           | Bridgestone Arena                 | Social House             | 10 471 / 10 471                | 1 140 202 $        |
| 7 décembre 2019    | États-Unis         | Memphis             | FedExForum                        | Social House             | 11 826 / 11 826                | 1 009 205 $        |
| 9 décembre 2019    | États-Unis         | Dallas              | American Airlines Center          | Social House             | 13 834 / 13 834                | 1 645 800 $        |
| 12 décembre 2019   | États-Unis         | Phoenix             | Talking Stick Resort Arena        | Social House             | 12 951 / 12 951                | 1 465 817 $        |
| 13 décembre 2019   | États-Unis         | Anaheim             | Honda Center                      | Social House             | 12 575 / 12 575                | 1 686 682 $        |
| 15 décembre 2019   | États-Unis         | Las Vegas           | MGM Grand Garden Arena            | Social House             | 10 377 / 10 377                | 1 210 935 $        |
| 17 décembre 2019   | États-Unis         | San Francisco       | Chase Center                      | Social House             | 22 990 / 22 990                | 3 065 557 $        |
| 18 décembre 2019   | États-Unis         | San Francisco       | Chase Center                      | Social House             | 22 990 / 22 990                | 3 065 557 $        |
| 21 décembre 2019   | États-Unis         | Inglewood           | The Forum                         | Social House             | 25 810 / 25 810                | 3 383 378 $        |
| 22 décembre 2019   | États-Unis         | Inglewood           | The Forum                         | Social House             | 25 810 / 25 810                | 3 383 378 $        |
| Cumulatif total    | Cumulatif total    | Cumulatif total     | Cumulatif total                   | Cumulatif total          | 1 329 065 / 1 337 542 (99,3 %) | 145 895 695 $      |

### Concerts annulés
| Date              | Pays              | Ville             | Lieu                    | Raison               | Réf.              |
| Amérique du Nord, | Amérique du Nord, | Amérique du Nord, | Amérique du Nord,       | Amérique du Nord,    | Amérique du Nord, |
| ----------------- | ----------------- | ----------------- | ----------------------- | -------------------- | ----------------- |
| 18 avril 2019     | États-Unis        | Omaha             | CHI Health Center Omaha | Coachella Festival   | [ 44 ]            |
| 4 juin 2019       | États-Unis        | Raleigh           | PNC Arena               | Coachella Festival   | [ 44 ]            |
| Europe,           |                   |                   |                         |                      |                   |
| 9 septembre 2019  | Pologne           | Cracovie          | Tauron Arena            | Problèmes personnels | [ 53 ]            |
| Amérique de Nord, |                   |                   |                         |                      |                   |
| 17 novembre 2019  | États-Unis        | Lexington         | Rupp Arena              | Problèmes médicaux   | [ 55 ]            |

## Localisations des concerts
| \| Amsterdam Anvers Berlin Birmingham Cologne Copenhague Dublin Glasgow Hambourg Helsinki Londres Manchester Oslo Paris Prague Sheffield Stockholm Vienne Zurich \| Villes situées en Europe dans lesquelles des concerts ont été organisés. |
| Amsterdam Anvers Berlin Birmingham Cologne Copenhague Dublin Glasgow Hambourg Helsinki Londres Manchester Oslo Paris Prague Sheffield Stockholm Vienne Zurich                                                                                |

| Amsterdam Anvers Berlin Birmingham Cologne Copenhague Dublin Glasgow Hambourg Helsinki Londres Manchester Oslo Paris Prague Sheffield Stockholm Vienne Zurich |

| \| Albany Anaheim Atlanta Boston Brooklyn Buffalo Charlotte Charlottesville Chicago Cleveland Columbus Columbia Dallas Denver Detroit Edmonton Philadelphie Houston Indianapolis Indio Inglewood Jacksonville La Nouvelle-Orléans Las Vegas Los Angeles Memphis Miami Milwaukee Montréal Nashville New York Oklahoma City Orlando Phoenix Pittsburgh Portland Raleigh Sacramento Saint Louis Saint Paul Salt Lake City San Antonio San Francisco San José Tampa Toronto Uncasville Uniondale Vancouver Washington \| Villes situées en Amérique du Nord dans lesquelles des concerts ont été organisés. |
| Albany Anaheim Atlanta Boston Brooklyn Buffalo Charlotte Charlottesville Chicago Cleveland Columbus Columbia Dallas Denver Detroit Edmonton Philadelphie Houston Indianapolis Indio Inglewood Jacksonville La Nouvelle-Orléans Las Vegas Los Angeles Memphis Miami Milwaukee Montréal Nashville New York Oklahoma City Orlando Phoenix Pittsburgh Portland Raleigh Sacramento Saint Louis Saint Paul Salt Lake City San Antonio San Francisco San José Tampa Toronto Uncasville Uniondale Vancouver Washington                                                                                          |

| Albany Anaheim Atlanta Boston Brooklyn Buffalo Charlotte Charlottesville Chicago Cleveland Columbus Columbia Dallas Denver Detroit Edmonton Philadelphie Houston Indianapolis Indio Inglewood Jacksonville La Nouvelle-Orléans Las Vegas Los Angeles Memphis Miami Milwaukee Montréal Nashville New York Oklahoma City Orlando Phoenix Pittsburgh Portland Raleigh Sacramento Saint Louis Saint Paul Salt Lake City San Antonio San Francisco San José Tampa Toronto Uncasville Uniondale Vancouver Washington |